# Мирдасиды

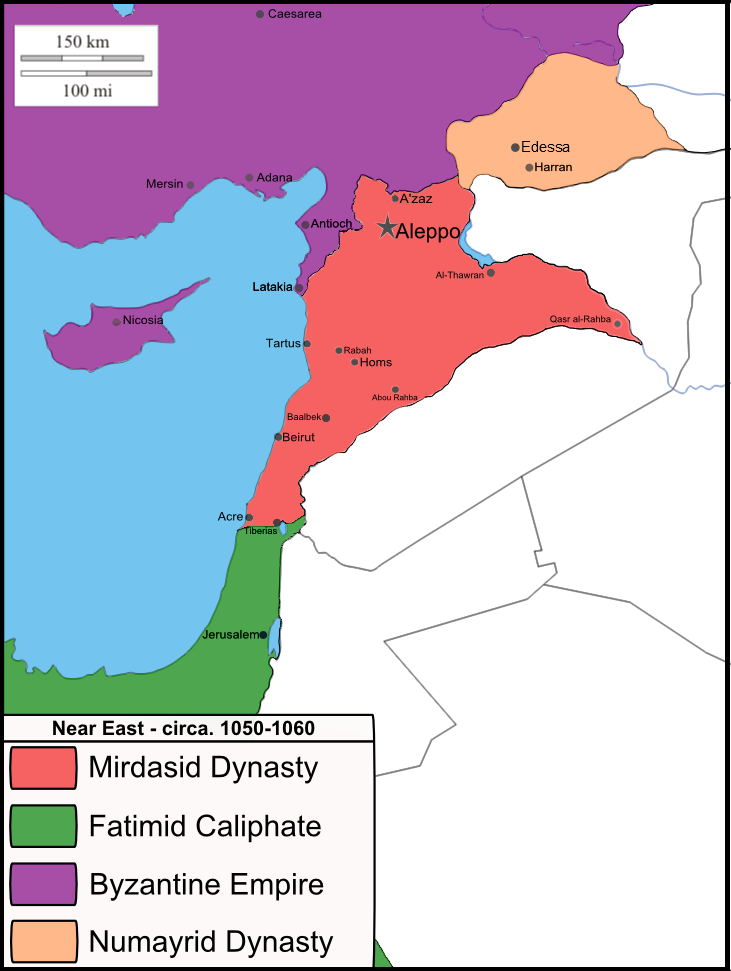
Территория, подвластная Мирдасидам в 1050—1060 годах (обозначена красным цветом).

Мирдасиды (араб. المرداسيون‎), или Бану́-Мирда́с (بنو مرداس‎) — династия, управлявшая эмиратом Халеб (Алеппо) в 1024—1080 годах (с небольшими перерывами).

## Общая характеристика
Мирдасиды принадлежали к бану килаб, арабскому племени аднанитской группы, обитавшему в Северной Сирии на протяжении нескольких столетий. Как и другие арабские племена региона, Мирдасиды были шиитами. Такие племена были подвержены пропаганде карматов, которые осуждали богатство городского суннитского населения. Однако, в результате укрепления сельджуков в Сирии Мирдасиды приняли ислам суннитского толка при эмире Махмуде ибн Насре.
В отличие от других арабских династий Сирии, которым удалось создать свою автономию или достичь независимости в конце X — начале XI веков, Мирдасиды сконцентрировались на развитии городов. В итоге, Халеб процветал во время их правления. Мирдасиды демонстрировала высокую степень терпимости к христианам, покровительствуя христианским купцам на своей территории и назначая некоторых христиан своими визирями. Эта политика оказывала благоприятное влияние на отношения с христианской Византией, но часто вызывала раздражение у мусульманского населения.
Ранняя история династии Мирдасидов характеризуется постоянным давлением со стороны византийцев и египетских Фатимидов. Пользуясь попеременно дипломатией (Мирдасиды были вассалами Византии и Фатимидов несколько раз) и военной силой, Мирдасиды сумели долгое время сохранять своё государство между двумя сильными державами.
В военном отношении Мирдасиды имели преимущество в лёгкой арабской коннице и поддержке нескольких арабских образований и династий в регионе, таких как Нумайриды из Харрана. Со временем византийцев и Фатимидов сменили сельджуки в качестве главных врагов Мирдасидов. Турецкая лёгкая конница имела преимущество над аналогичной у Мирдасидов, которые стали испытывать в боях с ними куда бо́льшие трудности, чем со своими прежними противниками. Мирдасиды прибегали к вербовке турецких наёмников в свою армию, что вызывало и свои проблемы, так как от этого возрастала роль турок в управлении Халебом.

## История
После свержения Хамданидов в 1011 году власть в Халебе удерживали несколько правителей, номинально подчинявшихся Фатимидам. В то же время в окрестности Халеба из района Хиллы в Ираке переселилось арабское племя Бану-Килаб. В 1023 году их лидер Салих ибн Мирдас начал войну против Фатимидов, захватив Рамлу. В следующем 1024 году, после непродолжительной осады, он овладел Халебом. В мае 1029 года Салих, его младший сын Фулан и его визирь погибли в битве с Фатимидами у аль-Укхуваны.
После смерти Салиха ему наследовали его сыновья Наср I и Самаль, но Наср быстро стал единственным властителем эмирата. Несмотря на свою победу над византийцами в 1030 году, в следующем году Мирдасиды стали византийскими вассалами. Позднее они подчинились Фатимидам, уступив им в 1037 году Халеб в обмен на Хомс. Это не помешало фатимидскому правителю Дамаска Ануштегину ад-Дизбари год спустя победить Насра в бою, в котором тот был убит.
Самалю, брату Насра I, удалось восстановить независимость Халеба в 1041 году и заключить мир с Фатимидами. Он был вассалом и византийского императора, и фатимидского халифа. В 1057 году Самаль отказался от Халеба в пользу Фатимидов в обмен на несколько прибрежных городов (Акку, Бейрут и Джубайль). Его племянник Махмуд ибн Наср вернул Халеб в 1060 году, но в следующем году Самаль отобрал у него город, а год спустя скончался сам.
После смерти Самаля возникла распря между Махмудом и его дядей Атийёй ибн Салихом, повлекшая раскол владений Мирдасидов. Махмуд контролировал западную половину, в то время как Атийя — восточную. Для получения преимущества над Махмудом Атийя рекрутировал туркменов, позднее перешедших на сторону Махмуда, заставивших тем самым Атийю отказаться от Халеба в 1065 году.
Сельджуки начали продвигаться в северные районы Сирии в большем количестве, заставив Махмуда принять ислам суннитского толка и признать себя вассалом сельджукского султана. Махмуд умер в 1073 году, а спустя год его сын и преемник Наср II также скончался. Младший брат последнего, Сабик ибн Махмуд, стал эмиром в 1075 году. Конфликты между ним и членами его семьи, а также с несколькими различными турецкими группами, окончательно ослабили власть Мирдасидов. Угроза захвата Халеба со стороны сельджуков вынудила Сабика сдать город в 1080 году мосульскому эмиру Муслиму ибн Курейшу, представителю династии Укайлидов, в обмен на несколько незначительных сирийских городов. Но после потери Халеба Мирдасиды всё же сохранили некоторое влияние в регионе и оказывали сопротивление во время Первого крестового похода.

## Список правителей
Эмиры Халеба (Алеппо) из династии Мирдасидов:
| Годы правления | Годы правления | Титул и имя                                                                                    | Примечание |
| начало         | конец          | Титул и имя                                                                                    | Примечание |
| -------------- | -------------- | ---------------------------------------------------------------------------------------------- | --- |
| до 1011        | до 1011        | → эмиры из династии Хамданидов                                                                 | → эмиры из династии Хамданидов |
| 1011           | 1016           | → эмиры из династии Лулуидов                                                                   | → эмиры из династии Лулуидов |
| 1016           | 1024           | → наместники Фатимидов                                                                         | → наместники Фатимидов |
| 1024           | 1029           | Асад-ад-Даула Абу-Али Салих ибн Мирдас                                                         | сын Мирдаса ибн Идриса аль-Килаби; до взятия Халеба правил в Рахбе (с 1007), Манбидже и Балисе (с 1013), Ракке (с 1021), Рафанийи, Хисн-ибн-Аккаре, Хомсе, Баальбеке и Сидоне (с 1023); шейх племени Бану Килаб с 1023 |
| 1029           | 1037           | Шибль-ад-Даула Абу-Камиль Наср I ибн Салих                                                     | сын Салиха ибн Мирдаса; наместник Фатимидов в Хомсе в 1037—1038 |
| 1029           | 1030           | Муизз-ад-Даула Абу-Ульван Самаль ибн Салих                                                     | сын Салиха ибн Мирдаса; соправитель (1-е правление), изгнан братом |
| 1037           | 1037           | → Ануштегин ад-Дизбари, наместник Фатимидов (1-й раз)                                          | → Ануштегин ад-Дизбари, наместник Фатимидов (1-й раз) |
| 1037           | 1037           | Муизз-ад-Даула Абу-Ульван Самаль ибн Салих                                                     | сын Салиха ибн Мирдаса (2-е правление); наместник Фатимидов в Рахбе в 1037—1041 |
| 1037           | 1041           | → Ануштегин ад-Дизбари, наместник Фатимидов (2-й раз)                                          | → Ануштегин ад-Дизбари, наместник Фатимидов (2-й раз) |
| 1041           | 1057           | Муизз-ад-Даула Абу-Ульван Самаль ибн Салих                                                     | сын Салиха ибн Мирдаса (3-е правление); наместник Фатимидов в Джубайле, Бейруте и Акке в 1057—1060 |
| 1057           | 1058           | → Макин-ад-Даула Абу-Али аль-Хасан ибн Али ибн Мульхам, наместник Фатимидов                    | → Макин-ад-Даула Абу-Али аль-Хасан ибн Али ибн Мульхам, наместник Фатимидов |
| 1058           | 1060           | → Насир-ад-Даула Абу-Али аль-Хусейн аль-Хамдани, наместник Фатимидов                           | → Насир-ад-Даула Абу-Али аль-Хусейн аль-Хамдани, наместник Фатимидов |
| 1060           | 1061           | Рашид-ад-Даула Тадж-аль-Мулюк Махмуд ибн Наср                                                  | сын Насра ибн Салиха (1-е правление) |
| 1061           | 1062           | Муизз-ад-Даула Абу-Ульван Самаль ибн Салих                                                     | сын Салиха ибн Мирдаса (4-е правление) |
| 1062           | 1070           | Абу-Дуаба Атийя ибн Салих                                                                      | сын Салиха ибн Мирдаса; правил в Халебе и восточной части эмирата до 1065, затем в Ракке |
| 1062           | 1073           | Рашид-ад-Даула Тадж-аль-Мулюк Махмуд ибн Наср                                                  | сын Насра ибн Салиха (2-е правление); правил в западной части эмирата до 1065, затем в Халебе, а с 1070 во всём государстве                                                                                            |
| 1073           | 1075           | Джелаль-ад-Даула Абу’ль-Музаффар Наср II ибн Махмуд                                            | сын Махмуда ибн Насра |
| 1075           | 1080           | Абу’ль-Фазайль Сабик ибн Махмуд                                                                | сын Махмуда ибн Насра; передал Халеб Муслиму ибн Курайшу аль-Укайли в 1080, получив взамен Рахбу |
| 1075           | 1075           | Вассаб ибн Махмуд                                                                              | сын Махмуда ибн Насра; претендент, отец Фуланы (жены его брата Насра ибн Махмуда) |
| 1080           | 1085           | → Шараф-ад-Даула Абу’ль-Мукарим Муслим ибн Курейш аль-Укайли, эмир Халеба                      | → Шараф-ад-Даула Абу’ль-Мукарим Муслим ибн Курейш аль-Укайли, эмир Халеба |
| 1085           | 1086           | → Шамс-ад-Дауля Салим ибн Малик ибн Бедран аль-Укайли, эмир Халеба (контролировал цитадель)    | → Шамс-ад-Дауля Салим ибн Малик ибн Бедран аль-Укайли, эмир Халеба (контролировал цитадель) |
| 1085           | 1086           | → Абу-Али Хасан ибн Хибат-Аллах аль-Хутайти аль-Хашими, наместник Салима ибн Малика (в городе) | → Абу-Али Хасан ибн Хибат-Аллах аль-Хутайти аль-Хашими, наместник Салима ибн Малика (в городе) |
| с 1086         | с 1086         | → к Сирийскому султанату Сельджукидов (1078—1117)                                              | → к Сирийскому султанату Сельджукидов (1078—1117) |